# Лясково (област Добрич)
Вижте пояснителната страница за други значения на Лясково.
Лясково е село в Североизточна България. То се намира в община Добричка, област Добрич. Разположено е на 21 километра североизточно от Добрич и 4 километра южно от село Житница. Старото име на селото е Фъндъкли. Площа и е около 17,709 км². 
Лясково граничи  със землищата на село Житница, село Камен, село Черна, село Тянево и село Козлодуйци.

## Население
Преброяване на населението през 2011 г.
Численост и дял на етническите групи според преброяването на населението през 2011 г.:
|                     | Численост | Дял (в %) |
| Общо                | 302       | 100,00    |
| Българи             | 114       | 37,74     |
| Турци               | 3         | 0,99      |
| Цигани              | 176       | 58,27     |
| Други               | 0         | 0,00      |
| Не се самоопределят | 0         | 0,0       |
| Неотговорили        | 1         | 0,33      |

## Образувание
В Лясково е съществувало българско училище до 2015–2016 година.Училището е било начално училище с името „Христо Ботев”.
През 1941 година в селото е основано читалище „Стефан Караджа” . В него жителите на селото дълги години осъществат своята културна и обществена дейност. В читалището има библеотека и певцеска група.

## Културни и природни забележителности
В Лясково има разрушена джамия „Хаджи Хасан Ага“, Персонален идентификационен код на Селскостопанската академия, което е малко летище и в селото също е имало римски акведукт и стара църква.
1. ↑  www.grao.bg
2. ↑  Ethnic composition, all places: 2011 census //   pop-stat.mashke.org. Посетен на 11 декември 2018. (на английски)